# Marinekommando Rostock
Das Marinekommando Rostock, auch als Marinekommando Ost bezeichnet, war ein Kommando der Bundeswehr, in dem die Einheiten und Verbände der vormaligen Volksmarine der DDR nach der deutschen Wiedervereinigung 1990 zusammengefasst wurden. Es wurde am 3. Oktober 1990 aufgestellt und am 20. Dezember 1994 unter Umwandlung in das Marineabschnittskommando Ost aufgelöst.

## Auftrag und Zielvorgaben
Der Auftrag des Marinekommandos Rostock bestand darin, die am 3. Oktober 1990 übernommenen Teile der Volksmarine zu führen, zu reduzieren und geordnet in eine Zielstruktur innerhalb der Organisation der Bundeswehr zu überführen.
Die Zielstruktur stand 1990 noch nicht fest, sodass sich die Umstrukturierung zunächst an vorläufigen Rahmenvorgaben zu orientieren hatte. Dazu gehörte die im Zwei-plus-Vier-Vertrag vereinbarte Obergrenze von 370.000 Soldaten, auf die die Bundeswehr bis 1994 zu reduzieren war. Die Personalstärke der Bundeswehr in den neuen Ländern sollte 50.000 betragen, davon 40.000 im Heer, 8500 in der Luftwaffe und 1500 in der Marine. Die Übernahme von Material war nur im Ausnahmefall vorgesehen.

## Organisation

### Führung

Flagge eines Flottillenadmirals als Kommandeur des Marinekommandos Rostock

Das Marinekommando Rostock unterstand zunächst dem Bundeswehrkommando Ost in Strausberg. Ab April 1991 wurde es dem Marineunterstützungskommando in Wilhelmshaven unterstellt. Es wurde von einem aus der Bundesmarine stammenden Kommandeur im Dienstgrad eines Flottillenadmirals geführt, der anfangs vom letzten Chef der Volksmarine, Vizeadmiral Hendrik Born beraten wurde.
| Nr. | Dienstgrad        | Name           | von             | bis               | Bemerkungen                                                                              |
| --- | ----------------- | -------------- | --------------- | ----------------- | ---------------------------------------------------------------------------------------- |
| 2   | Flottillenadmiral | Otto H. Ciliax | 1. April 1991   | 20. Dezember 1994 |                                                                                          |
| 1   | Flottillenadmiral | Dirk Horten    | 3. Oktober 1990 | 31. März 1991     | abkommandiert vom Dienstposten Stellvertretender Kommandeur Marineunterstützungskommando |

### Ausgangsstruktur
Die Strukturen der Volksmarine wurden 1990 zunächst übernommen. Dazu gehörten drei Flottillen, ein Küstenraketenregiment, ein Küstenverteidigungsregiment, ein Nachrichtenregiment, eine Marinehubschraubergruppe, Schulen und Depots. Am Stichtag 3. Oktober 1990 betrug der Umfang an NVA-Personal 8.325 Soldaten und 3700 Zivilbedienstete.

### Übernahmeorganisation

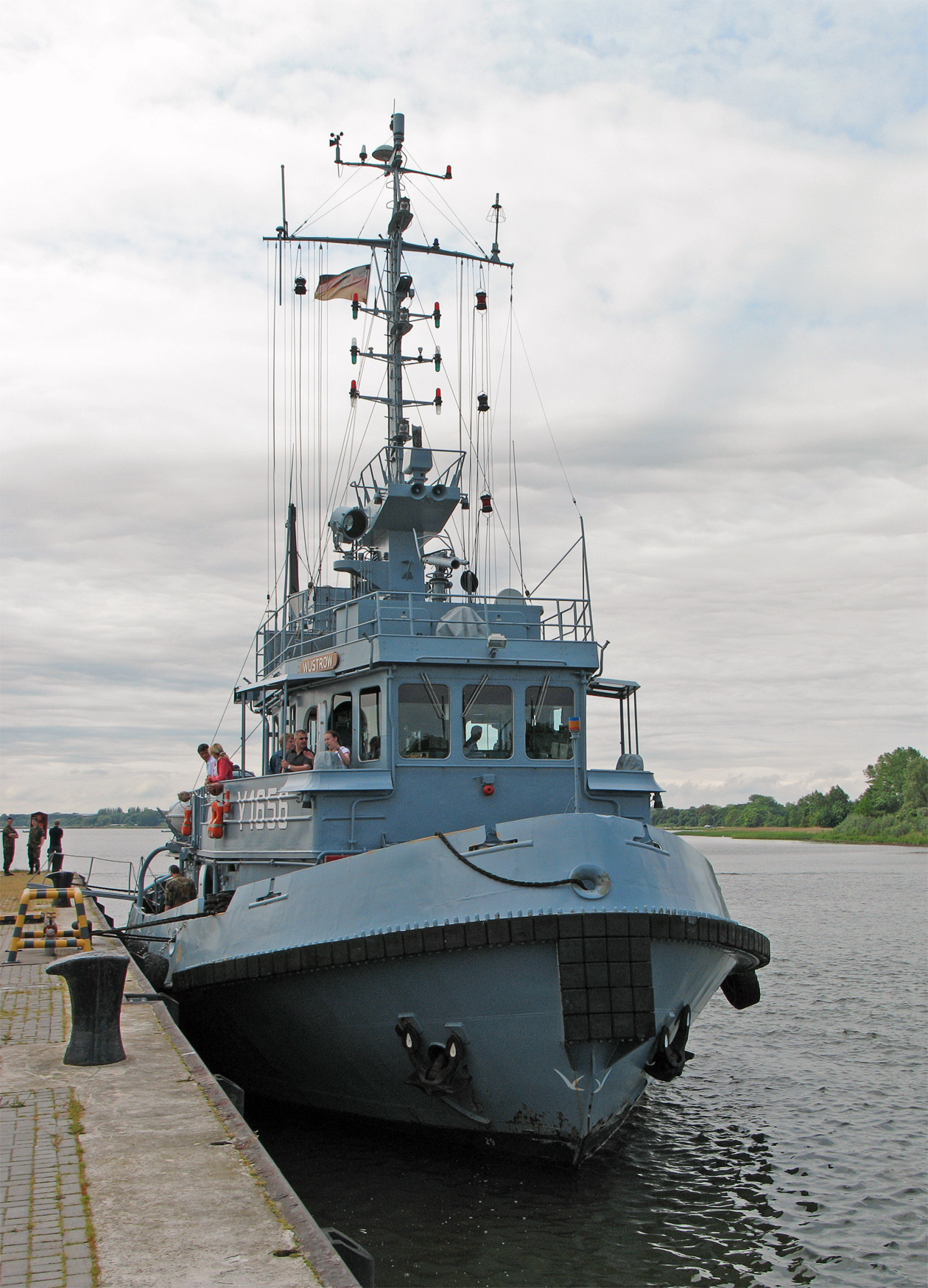
Der Schlepper Wustrow war bis 2010 im Marinestützpunkt Hohe Düne in Dienst

Das erste Kommando, das am 3. Oktober 1990 mit der Übernahme der Volksmarine begann, bestand aus 85 Soldaten und 15 Beamten aus dem Bereich der Bundeswehr. Das Kommando Volksmarine, nunmehr Marinekommando Rostock, die 4. Flottille in Rostock-Hohe Düne und die Offizierhochschule in Stralsund erhielten einen neuen, aus der Bundesmarine stammenden Kommandeur. Die übrigen Einheiten und Verbände behielten ihre bisherige Führung, der jeweils eine westliche Beratergruppe zur Seite gestellt wurde.

### Neugliederung 1991
Im Vorgriff auf eine später festzulegende Zielstruktur für die Marine im Beitrittsgebiet wurde eine Anfangsgrundgliederung mit folgenden Elementen befohlen:
- Marinekommando Rostock
- 1 Marinestützpunktkommando in Hohe Düne
- 2 Marinetransportbataillone
- 2 Marineortungsstellen
- 1–2 Marinefernmeldestellen
- mehrere Depots
- 1 SAR-Außenstelle in Parow
- 1 Küstenwachgeschwader (begrenzt bis Ende 1991)
- 1 Schule (ab 1996/97 arbeitsfähig)

### Gliederung bis 1994
Bis zur Überführung des Marinekommandos in das Marineabschnittskommando Ost am 1. Januar 1995 wurde die Gliederung mehrfach angepasst. Ende 1993 bestand folgende Organisation:
- Marinekommando Rostock
  - Marinestützpunktkommando Warnemünde
  - Marinestützpunktkommando Peenemünde
  - Marinesicherungsbataillon 3
  - Marinetransportbataillon 3
  - Marinematerialdepot 3
  - Marinemunitionsdepot 5
  - Marinematerialabsteuerungsdepot
  - Marinefernmeldeabschnitt 3
    - Marinefernmeldekompanie 31
    - Marinefernmeldekompanie 32

  - Marinefliegerhubschraubergruppe

Daneben gab es zu diesem Zeitpunkt weitere Marinedienststellen im Bereich des Marinekommandos Rostock, die dem Flottenkommando und dem Marineamt unterstanden.

## Weitere Verwendung von Einheiten und Material

### Übernommene Fahrzeuge

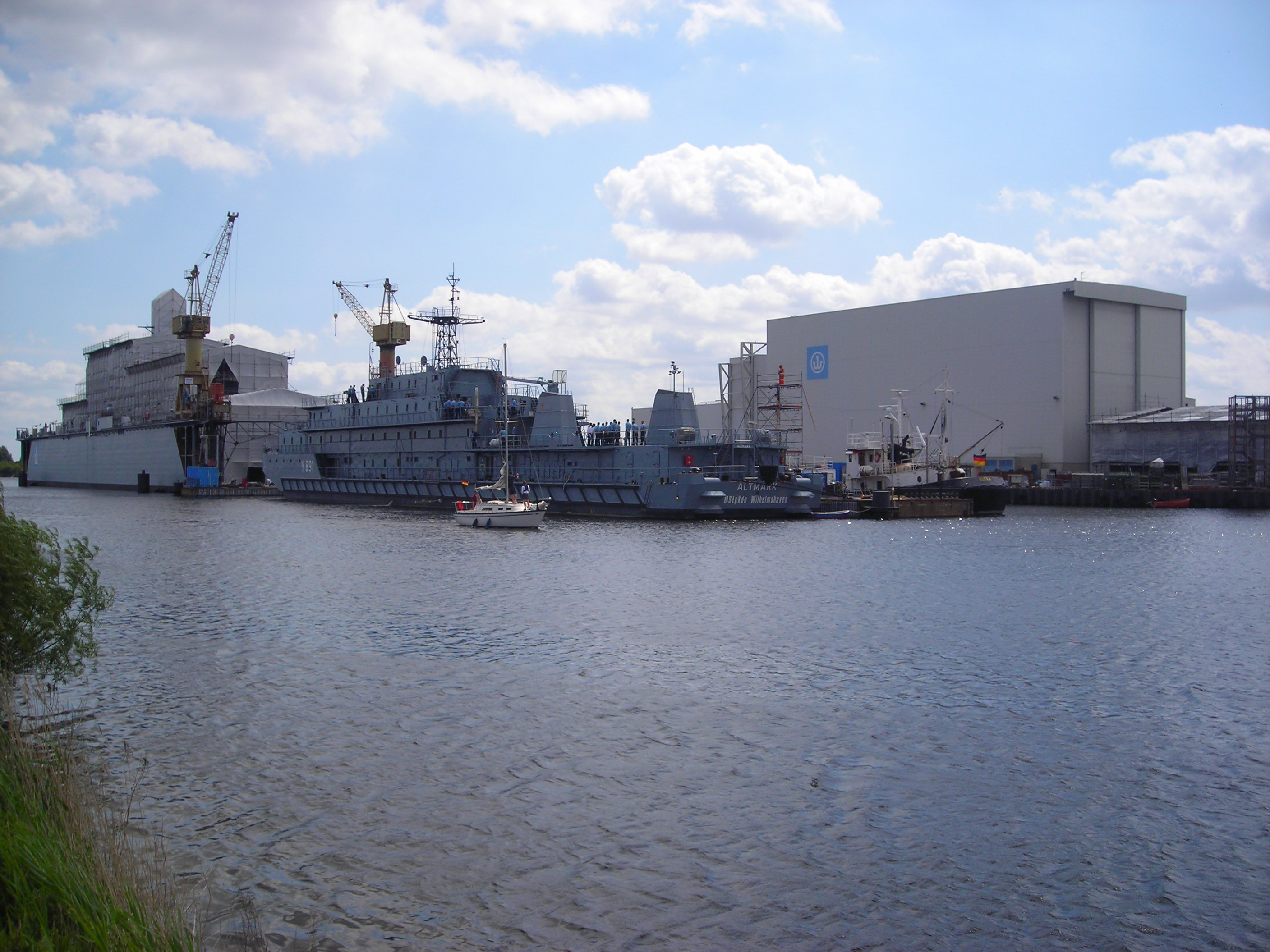
Das Wohnschiff Altmark wurde dauerhaft in Dienst behalten. Hier liegt es als Unterkunft einer Fregattenbesatzung in Wilhelmshaven (Juli 2009)

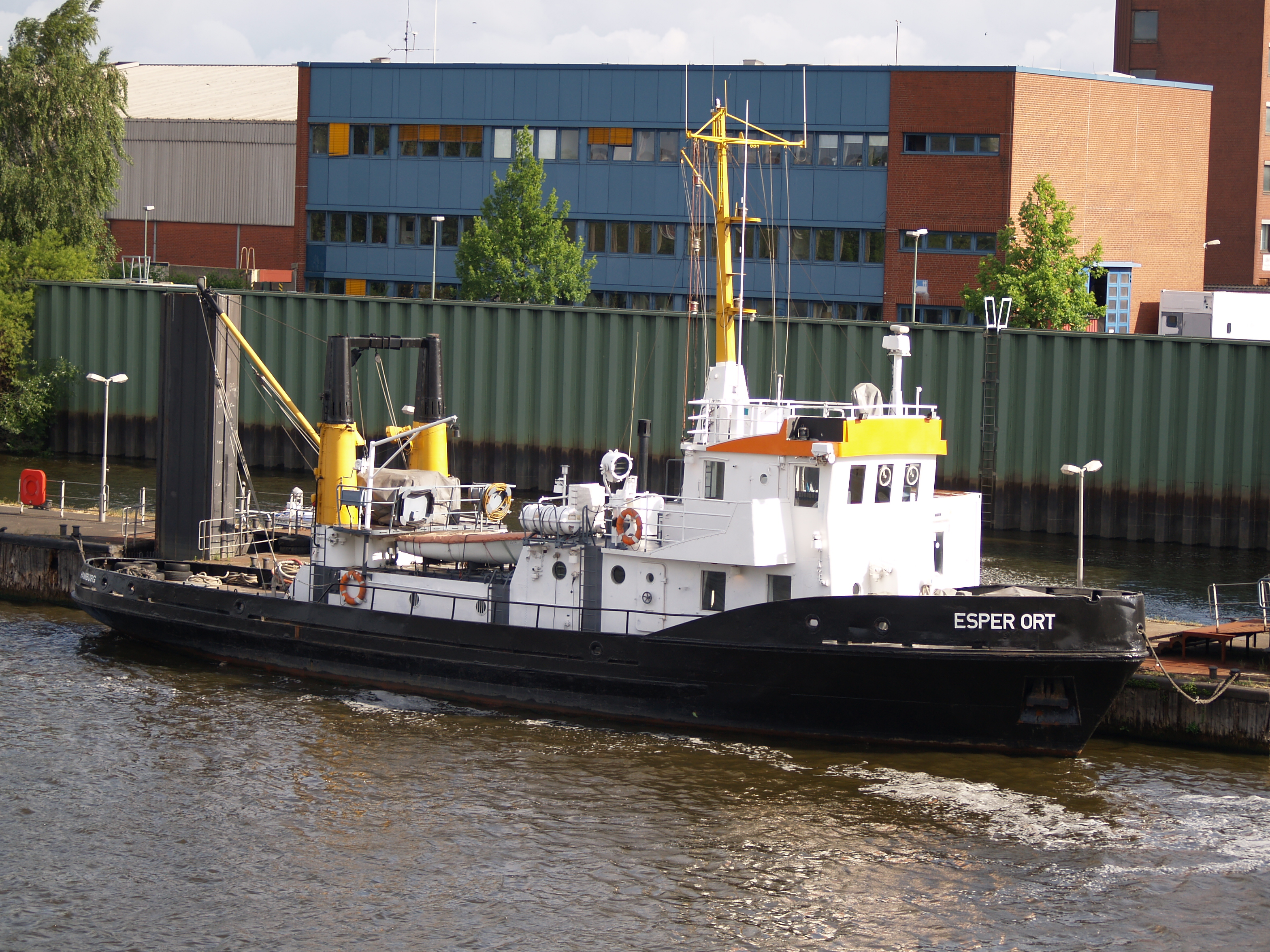
Ehemaliges VM-Seezeichenkontrollboot Esper Ort, ein Schwesterschiff der Kolliker Ort (Y 1653)

Übergangsweise wurde eine kleine Zahl von Schiffen und Booten der Volksmarine in Dienst gehalten und führten eine NATO-Kennung:
- 2 Fregatten (Küstenschutzschiffe) des Projekts 1159: Rostock (F 224) und Halle (F 225)
- 1 Schnellboot der Sassnitz-Klasse: Sassnitz (P 6165)
- 1 Schnellboot der Tarantul-Klasse: Hiddensee, (ex Rudolf Egelhofer) (P 6166)
- 5 U-Jagd-Boote des Projekts 133.1: Grevesmühlen (P 6164), Gadebusch (P 6167), Teterow (P 6168), Lübz (P 6169) und Wismar (P 6170)
- 6 Minensuchboote der Kondor-II-Klasse: Tangerhütte (M 2669), Sömmerda (M 2670), Eisleben (M 2671), Bitterfeld (M 2672), Bernau (M 2673) und Eilenburg (M 2674)
- 6 Wohnschiffe der Ohre-Klasse: Vogtland (Y 890), Altmark (Y 891), Havelland (Y 892), Uckermark (Y 893), Börde (Y 894), Wische (ex-Harz) (Y 895)
- 9 Schlepper: Ummanz (Y 1650), Koos (Y 1651), Havel (Y 1654), Zingst (Y 1655), Wustrow (Y 1656), Thale (Y 1459), Dranske (Y 1658), Warnow (Y 1659), Saale (Y 1660)
- 2 Tanker: Kölpinsee (Y 1652), Fleesensee (Y 1657)
- 5 Versorgungsschiffe der Darss-Klasse: Darss (A 1432), Kühlung (A 1433), Wittow (A 1430), Werdau (A 1434), Mönchgut (A 1431)
- 1 Seezeichenkontrollboot: Kolliker Ort (Y 1653)

Nicht alle diese Schiffe wurden in See eingesetzt. Während alle Kampfeinheiten im Laufe des Jahres 1991 ausgemustert wurden, wurden einige Hilfsschiffe dauerhaft in den Dienst der Bundeswehr übernommen.
Die nicht mehr aktiven Fahrzeuge wurden zum größten Teil im Stützpunkt Peenemünde aufgelegt und später verkauft, kostenlos abgegeben oder verschrottet.

### Küstenwachgeschwader
In Warnemünde, vormals Stützpunkt der 4. Flottille, wurde ein aus bis zu zwölf Kampfeinheiten bestehendes Küstenwachgeschwader aufgestellt. Es bestand aus zwei Fregatten, einigen Minensuchbooten, Schnellbooten und U-Jagdbooten, die in Dienst gehalten wurden, um sie möglichen Kaufinteressenten im betriebsfähigen Zustand vorführen zu können. Aufgaben des Geschwaders waren Ausbildung und Präsenz vor der deutschen Küste. Der Personalbestand war auf 500 Soldaten begrenzt. Das Geschwader wurde Ende 1991 außer Dienst gestellt.

### Marinehubschraubergruppe

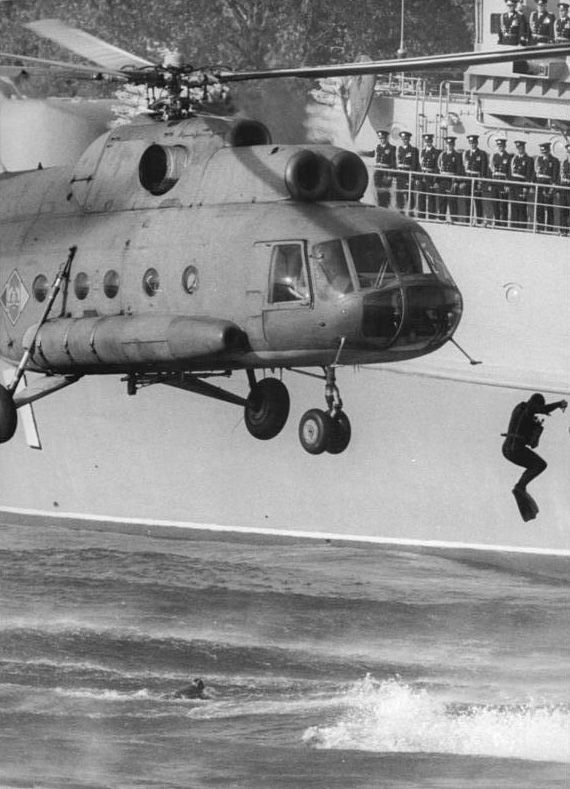
Ein Hubschrauber der Volksmarine Typ Mil Mi-8 bei einer Flottenparade

Die Marinehubschraubergruppe war in Parow am Standort des vormaligen Marinehubschraubergeschwaders 18 „Kurt Barthel“ stationiert. Sie war mit bis zu 27 Hubschraubern der Typen Mil Mi-8 (NATO Code Hip) und Mil Mi-14 (NATO-Code Haze) zeitweise der größte Hubschrauberverband der Marine. Zu ihren Aufgaben gehörte der Lufttransport als Shuttle zwischen Kiel, Rostock, Wilhelmshaven und Flensburg. Die Marinehubschraubergruppe flog bis zu ihrer Außerdienststellung Ende 1994 über 8000 Flugstunden. Auf dem Gelände des Marinefliegerhorstes Parow entstand ab 1992 der Neubau der Marinetechnikschule.

### Sicherungstruppen
Aus Teilen des Küstenverteidigungsregiments 18 wurde das Marinesicherungsbataillon 3 in Rostock gebildet. Es wurde später nach Seeth in Schleswig-Holstein verlegt und ist inzwischen in den Marineschutzkräften aufgegangen.